# Theophanes (cràter)
Theophanes és un cràter d'impacte en el planeta Mercuri de 46 km de diàmetre. Porta el nom del pintor bizantí Teòfanes el Grec (c. 1330-1405), i el seu nom va ser aprovat per la Unió Astronòmica Internacional el 1976.